# Open Photo Project
Az Open Photo Project egy kép- és fotó-megosztó rendszer a weben. Különlegessége az, hogy a képek nagy része szabad licencek alapján (leggyakrabban a Creative Commons licencei alapján) felhasználhatók.
Jelenleg nincs ismert határa a képmennyiségnek, vagy a lehívható adatmennyiségnek (2007).

## Külső hivatkozások
- http://openphoto.net/